# Зелёная Роща (Теренкольский район)
Зелёная Роща (каз. Зеленая Роща) — село в Теренкольском районе Павлодарской области Казахстана. Входит в состав сельского округа Береговой. Код КАТО — 554835200.

## Население
В 1999 году население села составляло 262 человека (133 мужчины и 129 женщин). По данным переписи 2009 года, в селе проживало 212 человек (106 мужчин и 106 женщин).